# Pseudobeta doris
Pseudobeta doris är en skalbaggsart som först beskrevs av Thomson 1868.  Pseudobeta doris ingår i släktet Pseudobeta och familjen långhorningar.
Artens utbredningsområde är Paraguay. Inga underarter finns listade i Catalogue of Life.